# Laurens Leurs
Laurens Leurs is een Belgisch muzikant, politicus en bestuurder.

## Levensloop
Hij is de broer van Chris Leurs, met wie hij samen actief was in The Romans. Na het uiteenvallen van The Romans was hij nog actief als zanger-gitarist bij Norma (Humo's Rock Rally-finalist in 2006), waarmee hij één cd, Bad Luck for Wilbur Brink, produceerde en op het Absolutely Free Festival in Genk en het Moulin Rock Festival in Tessenderlo speelde in 2010. Daarnaast werkte Leurs mee aan albums van de bands De Mens, Ze Noiz, Kloot Per W, The Beautiful Babies, The Paranoiacs, Convict en Golden Green. Vooraf aan The Romans was Leurs actief in Ministry of Movement, waarmee hij in 1986 deelnam aan Humo's Rock Rally. In deze muziekwedstrijd werd deze groep als volgt omschreven: "...en het ging van kwaad naar erger met Ministry of Movement, TC Matic met een waterorgel....".
Leurs was departementshoofd aan de PHL-Music, de zogenaamde Rockacademie, aan de Provinciale Hogeschool Limburg van 2009 tot 2012. Daarnaast was hij van 1998 tot 2006 schepen van cultuur in de stad Maaseik voor de sp.a en van 1999 tot 2009 communicatieverantwoordelijke van de directie cultuur van de provincie Limburg. In 2009 nam hij afscheid van de politiek. Sinds 2012 is hij directeur-cultuurfunctionaris van het Cultuurcentrum Achterolmen te Maaseik.
Vanaf eind 2010 treden de gebroeders Leurs sporadisch op onder de naam Het Gebroed Leurs, met een repertoire opgebouwd met nummers van andere broederparen (Crowded House, Kinks, Psychedelic Furs, The Breeders, The Replacements, Soulwax e.a.). Sinds medio 2019 is Laurens Leurs solo aan de slag als Laurens van Waterloos.

## Discografie

### Albums
- Ball & Chain (1989, The Romans)
- Trigger Happy (1991, The Romans)
- De Mens (1992, De Mens)
- Major Panic (1993, The Romans)
- Be My Star (1996, The Romans)
- El Diablo (1998, The Romans)
- Vertical Devine (1999, Aiming Dishes)
- So Far (2000, The Romans)
- Bad Luck for Wilbur Brink (2010, Norma)